# 1881

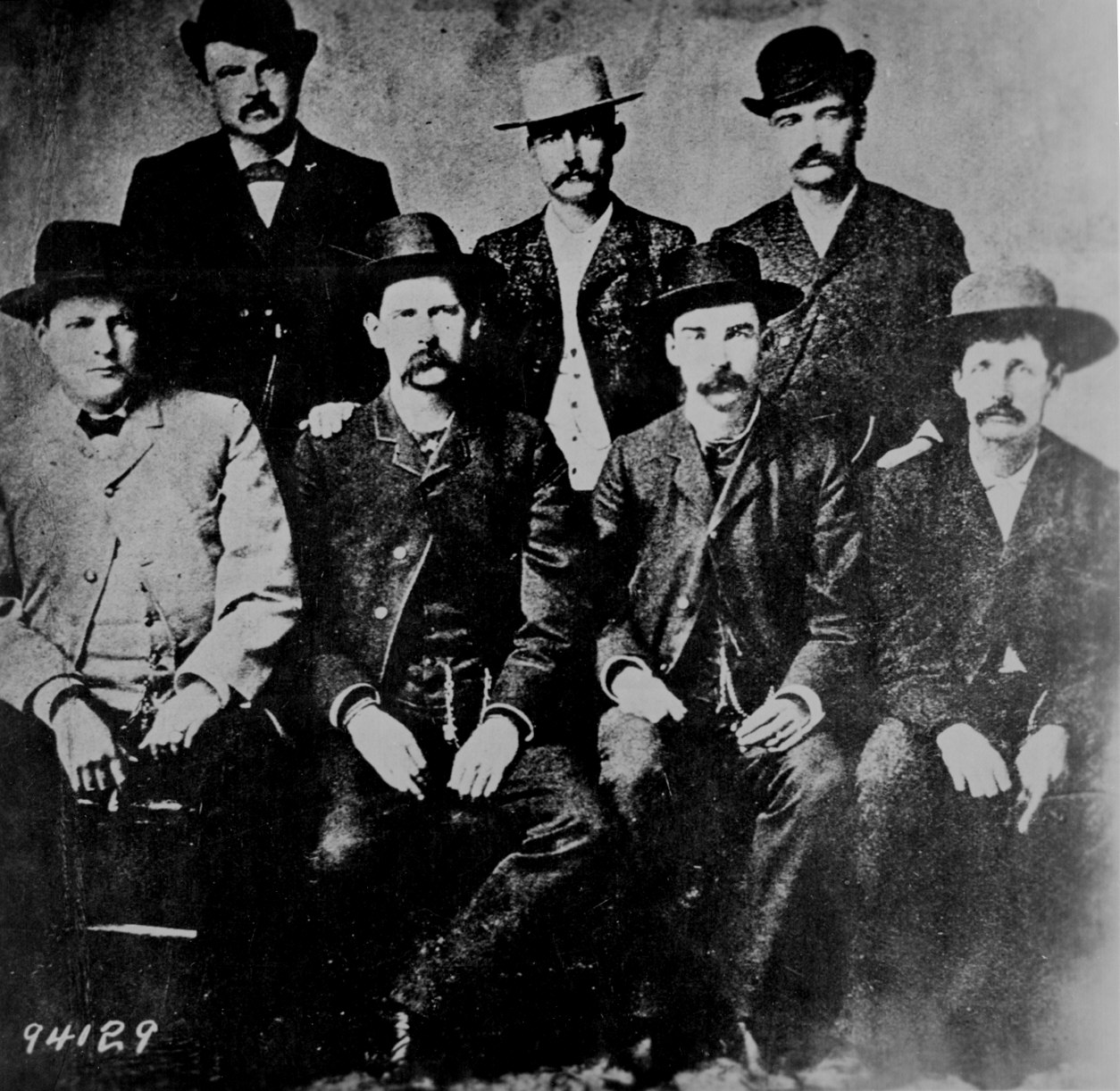
De Dodge City Vredescommissie met Earp tweede van links voorste rij

Het jaar 1881 is het 81e jaar in de 19e eeuw volgens de christelijke jaartelling.

## Gebeurtenissen
januari
- 1 - De spoorlijn Zwolle - Almelo (exploitatie SS) komt gereed.
- 11 - Het apenverblijf in de ZOO Antwerpen brandt af, waarbij 79 dieren omkomen.
- 28 - Met de Slag van Laingsnek, waar generaal Piet Joubert het leger van generaal George Pomeroy Colley verslaat, begint de Eerste Transvaalse Vrijheidsoorlog (Boerenoorlog).

februari
- 10 - Première van "Hoffmans vertellingen" van Jacques Offenbach.
- 27 - Nadat een Britse strijdmacht onder George Pomeroy Colley vernietigend wordt verslagen in de Slag van Majuba, eindigt de Eerste Boerenoorlog.
- februari - In Chama (New Mexico) worden botten van de Coelophysis gevonden.

maart
- 3 - De Nederlandse minister van justitie Anthony Modderman kondigt een nieuw Wetboek van Strafrecht af, dat de nog geldende Franse Code pénal zal vervangen.
- 4 - De Republikein James Garfield aanvaardt het presidentschap van de Verenigde Staten van Amerika.
- 5 - Trappisten uit Frankrijk stichten in Berkel-Enschot het klooster Koningshoeven.
- 13 - Tsaar Alexander II van Rusland komt bij een bomaanslag om het leven.
- 22 - Het eiland Chios wordt zwaar getroffen door een aardbeving.

april
- 5 - In de Conventie van Pretoria staat het Britse bestuur van Gladstone de Boeren van Transvaal zelfbestuur toe in Transvaal onder Brits toezicht. Expansie buiten de huidige grenzen is verboden.
- 12 - Johan Wilhelm van Lansberge wordt door Frederik s'Jacob opgevolgd als gouverneur-generaal van Nederlands-Indië.
- 13 - Het Koninklijk Fries Genootschap voor Geschiedenis en Cultuur opent in het Eysingahuis te Leeuwarden het Fries Museum.

mei
- 1 - De molens van de Wijdewormer worden te koop aangeboden voor sloop, omdat het stoomgemaal het bemalen van de polder goed alleen af kan.
- 9 - Vorst Alexander I van Bulgarije schort voor zeven jaar de grondwet op. Hij vervangt de liberale regering door een militair bestuur onder Jokhan Kazimir Gustavovitsj Ernrot.
- 11 - Frankrijk stelt een protectoraat in voor Tunesië, dat het heeft bezet.
- 12 - In Utrecht wordt de Nederlandsch-Zuid-Afrikaansche Vereeniging opgericht.
- 16 - De in 1880 opgerichte Noord-Zuid-Hollandsche Stoomtramweg-Maatschappij neemt haar eerste stoomtramdienst in gebruik op het baanvak Hillegom - Leiden. Over een maand zal ook het baanvak Hillegom - Haarlem klaar zijn.
- 21 - Oprichting van het Amerikaanse Rode Kruis. Clara Barton, veteraan uit de Amerikaanse Burgeroorlog, wordt de eerste voorzitter.

juni
- 1 - In Amsterdam wordt het eerste Nederlandse openbare telefoonnetwerk in gebruik genomen door de Bell Telefoon Maatschappij. Er zijn 49 aansluitingen.
- 4 - De Brabantse Lijn, de spoorlijn die Tilburg met Nijmegen verbindt, wordt geëxploiteerd.

juli
- 2 - De Amerikaanse president James Garfield wordt in een spoorstation in Washington neergeschoten door een geestelijk gestoorde man.
- 23 - De Internationale Gymnastiekfederatie wordt opgericht in Luik.

augustus
- 15 - Opening van de eerste Internationale Elektriciteitstentoonstelling in Parijs.

september
- 9 - De jonge Egyptische kolonel Ahmed Urabi pleegt een staatsgreep, vooral gericht tegen de Engelse en Franse invloed rond het Suezkanaal.
- 19 - De Amerikaanse president Garfield bezwijkt aan de gevolgen van de moordaanslag op 2 juli. Vicepresident Chester Arthur volgt hem op.
- 20 - In Karlsruhe trouwen prinses Victoria van Baden en kroonprins Gustaaf V Adolf van Zweden.

oktober
- 4 - Het Nederlandse mailschip "Koning der Nederlanden" zinkt op weg van Batavia naar Amsterdam, in het westelijk deel van de Indische Oceaan. 90 van de 216 opvarenden komen om het leven.
- 18 - De Franse priester Abbé Julien Gouyet van Parijs ontdekt samen met twee Duitse expedities de plaats in Efeze waar het huis van de Maagd Maria zou hebben gestaan.
- 26 - In Tombstone (Arizona) vindt het befaamde Vuurgevecht bij de O.K. Corral plaats met Wyatt Earp en Doc Holiday.

december
- 8 - De brand in het Ringtheater, van Wenen, waarbij meer dan vierhonderd mensen omkomen.
- 12 - De Groningse Farmaceutische Studentenvereniging Pharmaciae Sacrum wordt opgericht.
- 27 - Oplevering van de grote moskee van Baiturrahman in de Indonesische stad Banda Atjeh.
- december - Opening Tramlijn Vlissingen - Middelburg.

zonder datum
- Louis Pasteur bewijst dat gevaccineerde kinderen afweer opbouwen.
- Nabij Exloo wordt het uit de bronstijd afkomstige Kralensnoer van Exloo gevonden.

## Muziek
- Johannes Brahms componeert zijn Pianoconcert nr 2 Opus 83
- Gabriel Fauré componeert de Ballade in Fis-gr.t. voor piano en orkest, Opus 19
- 23 januari: eerste uitvoering van Jevgeni Onegin van Pjotr Iljitsj Tsjaikovski
- 15 februari: eerste uitvoering van Vioolconcert van Niels Gade
- 25 april: eerste uitvoering van de opera Patience van William S. Gilbert en Arthur Sullivan

## Beeldende kunst

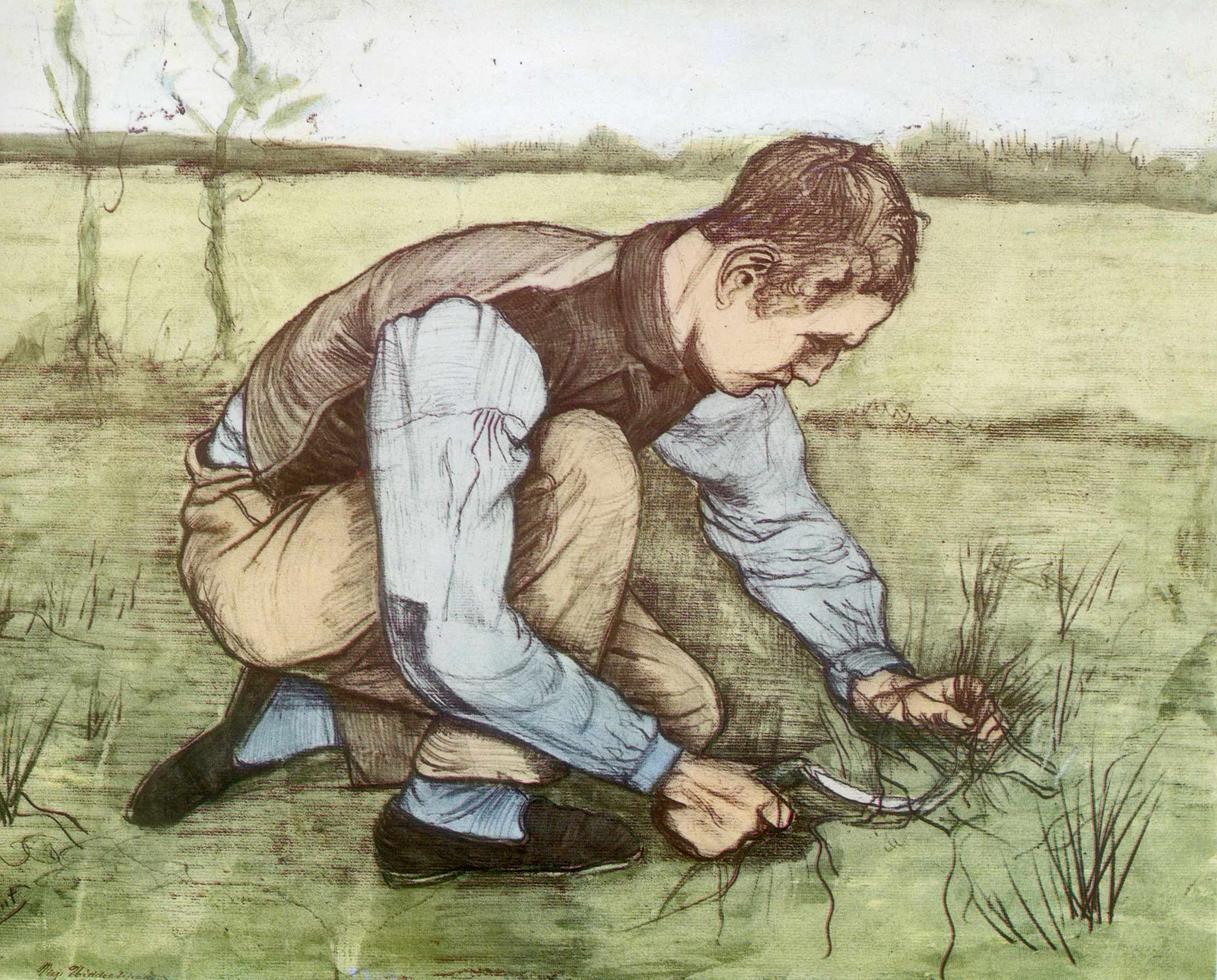
Jongeman, gras snijdend met een sikkel (1881) Vincent van Gogh, Kröller-Müller Museum
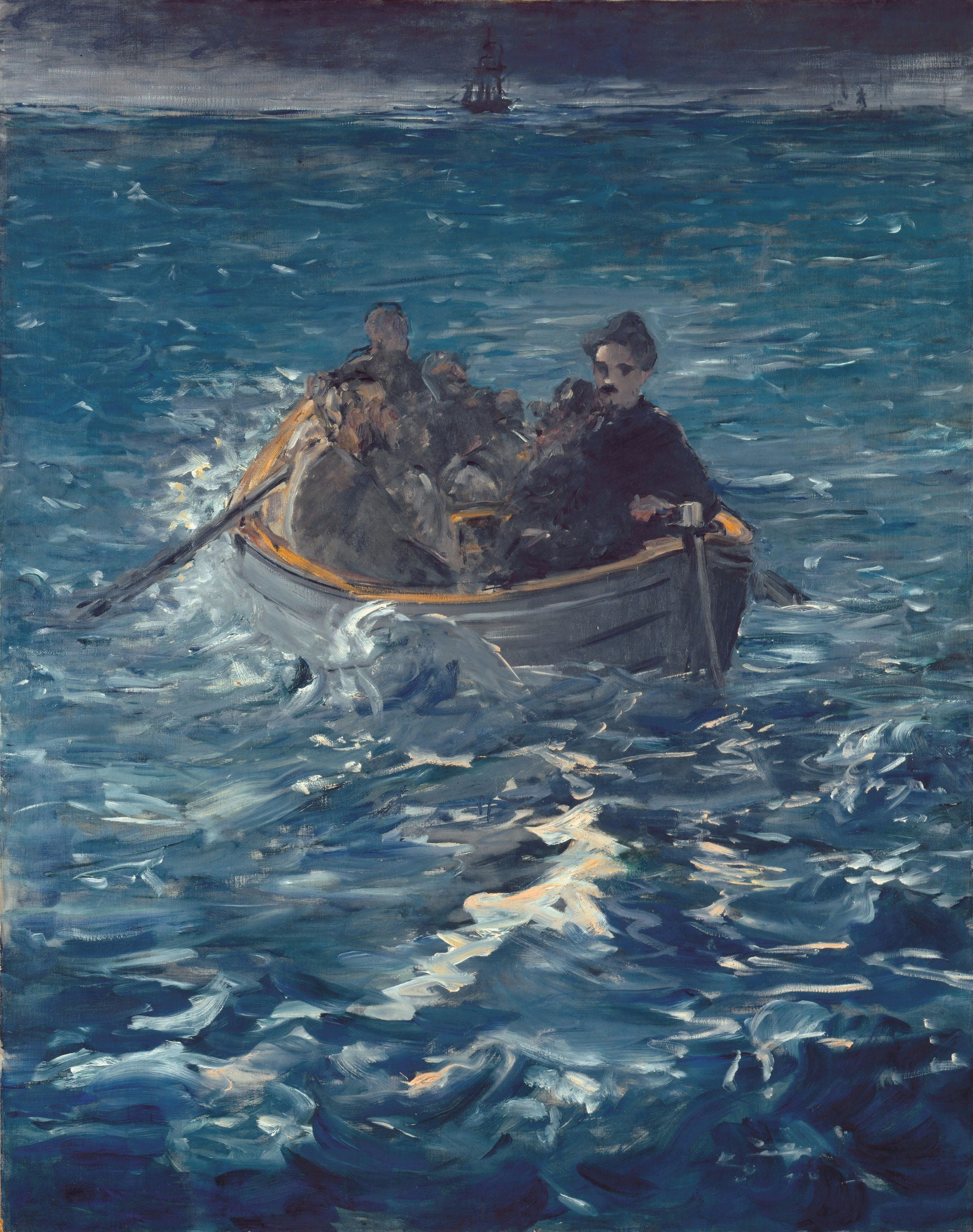
L'Evasion de Rochefort (1881) Édouard Manet, Kunsthaus, Zürich
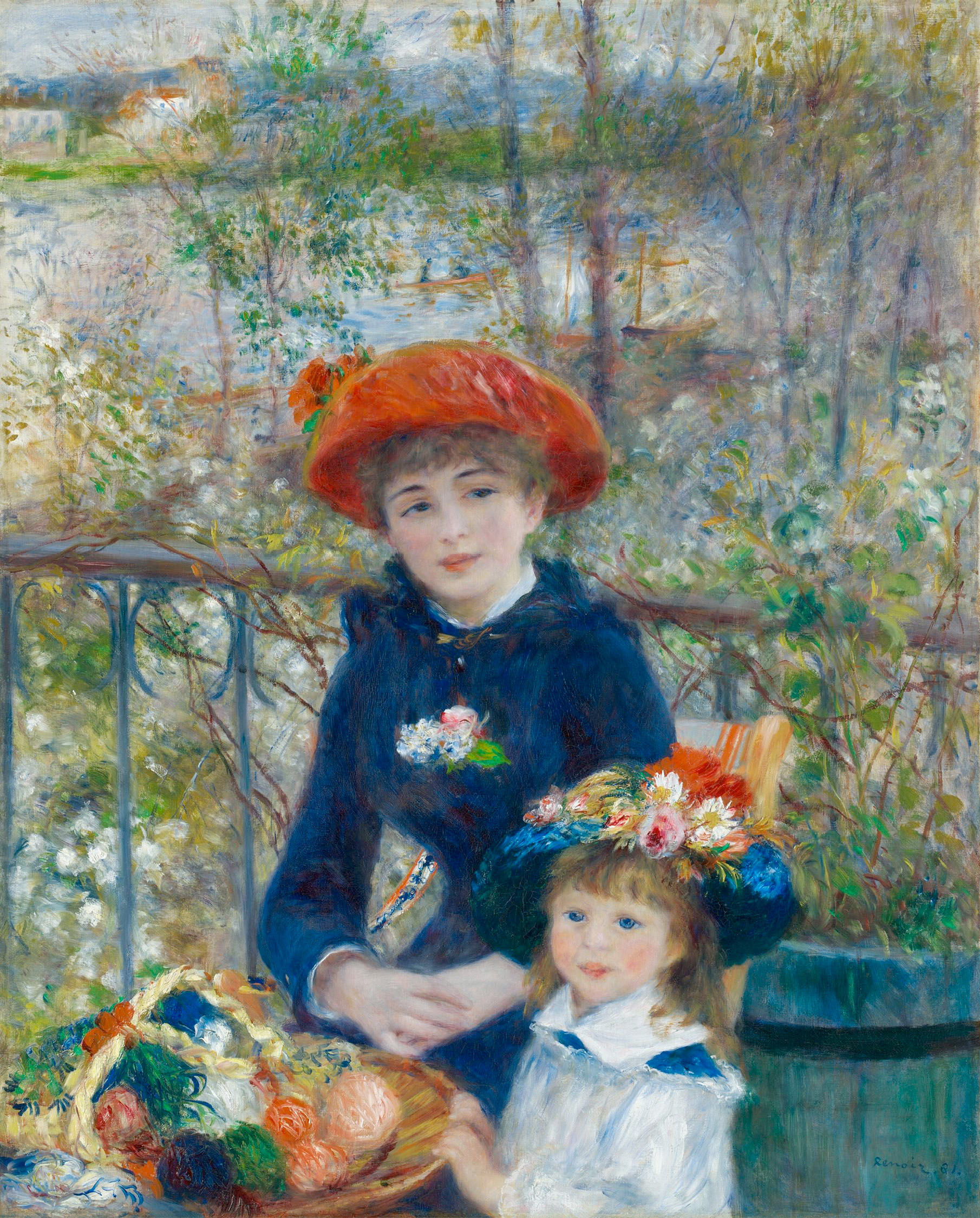
Twee zusjes (Op het terras) (1881) Pierre-Auguste Renoir

## Bouwkunst

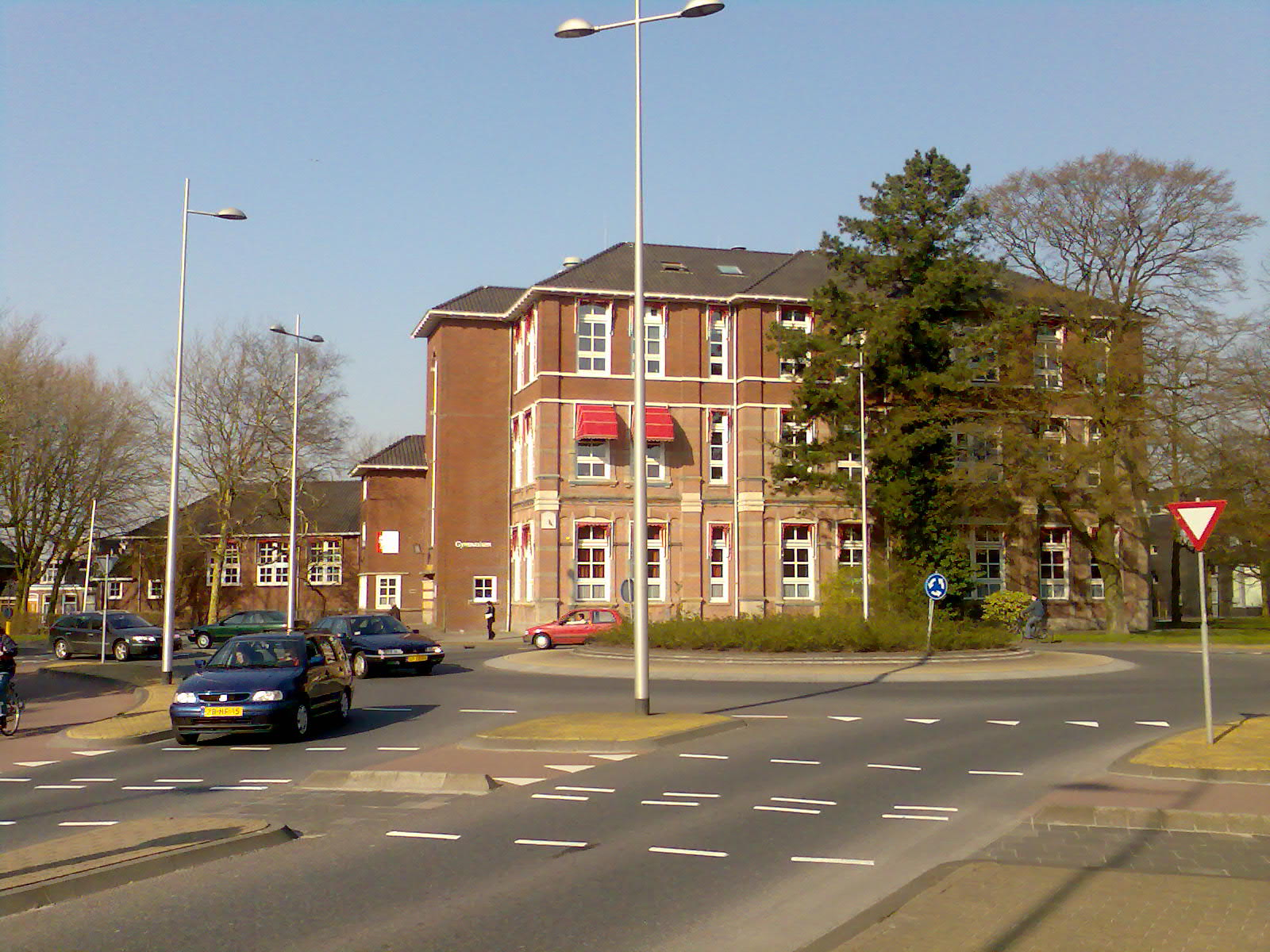
Stedelijk Gymnasium, Leeuwarden Thomas Adrianus Romein
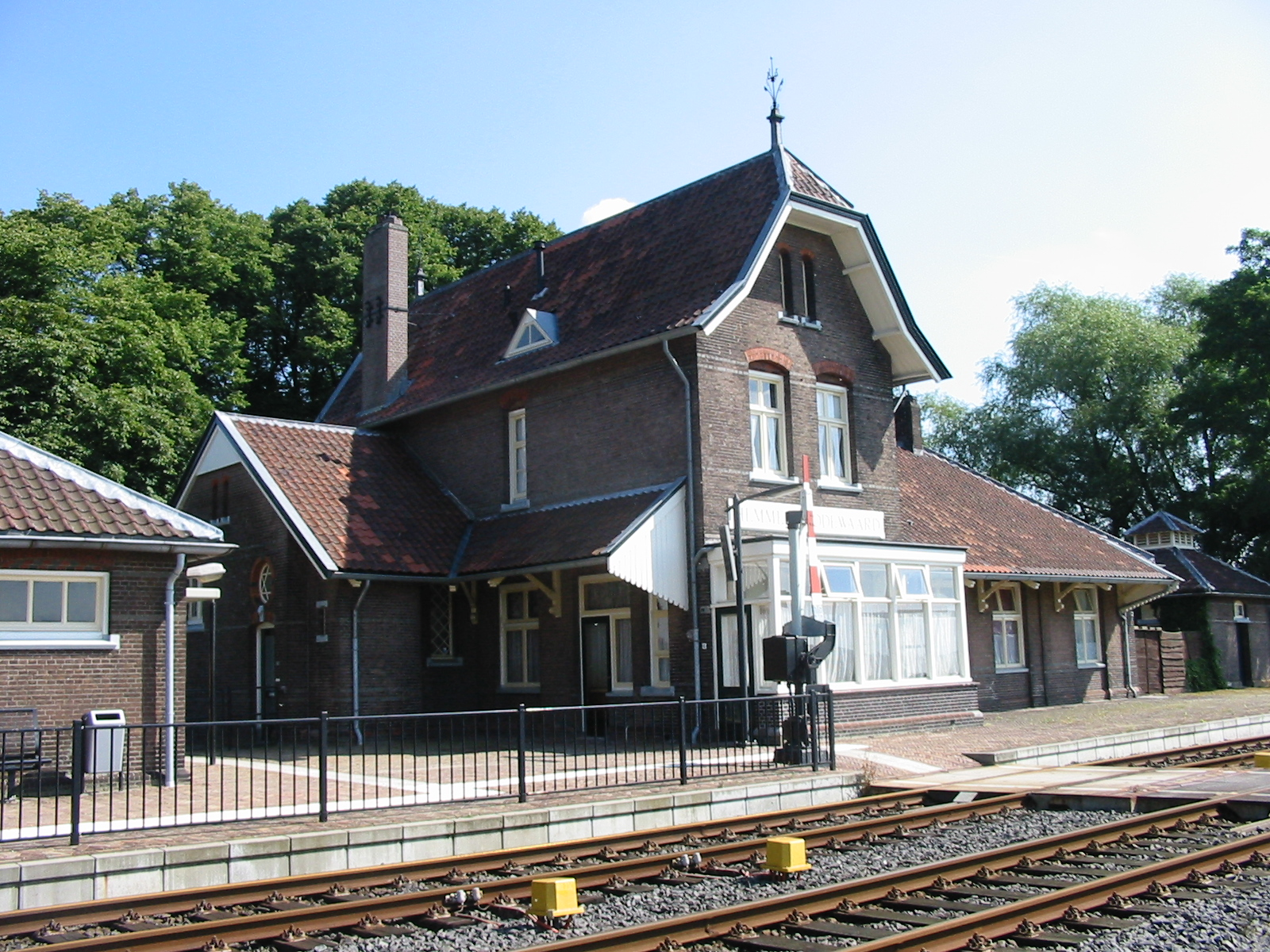
Station Hemmen-Dodewaard (1881) M.A. van Wadenoyen

## Geboren

### januari
- 1 - Carry van Bruggen, Nederlands schrijfster (overleden 1932)
- 1 - Rama VI, koning van Thailand (overleden 1925)
- 4 - Wilhelm Lehmbruck, Duits expressionistisch kunstenaar (overleden 1919)
- 12 - Anna Pavlova, Russisch ballerina (overleden 1931)
- 14 - Paul von Goldberger, Oostenrijks-Hongaars voetballer (overleden 1942)
- 16 - Marta Worringer, Duits grafisch kunstenaar, schilder, boekillustrator en textielkunstenaar (overleden 1965)
- 21 - Ernst Fast, Zweeds atleet (overleden 1959)
- 31 - Irving Langmuir, Amerikaans fysicus en chemicus, Nobelprijswinnaar (overleden 1957)

### februari
- 1 - Emile Andrieu, Belgisch voetballer (overleden 1955)
- 3 - Rudolf Bode, Duits gymnastiekpedagoog (overleden 1970)
- 4 - Fernand Léger, Frans kunstenaar (overleden 1955)
- 10 - Kenneth McArthur, Zuid-Afrikaans atleet (overleden 1960)
- 16 - Maurits Uyldert, Nederlands letterkundige en journalist (overleden 1966)
- 23 - Titus Brandsma, Nederlands pater en verzetsstrijder (overleden 1942)

### maart
- 10 - Kate Leigh, Australisch onderwereldfiguur (overleden 1964)
- 17 - Walter Rudolf Hess, Zwitsers fysioloog en Nobelprijswinnaar (overleden 1973)
- 20 - Fritz Pfleumer, Duits-Oostenrijks natuurkundige en uitvinder (overleden 1945)
- 23 - Hermann Staudinger, Duits scheikundige en Nobelprijswinnaar (overleden 1965)
- 23 - Egon Petri, Nederlands muzikant (overleden 1962)
- 24 - Kristian Middelboe, Deens voetballer en voetbalbestuurder (overleden 1965)
- 25 - Béla Bartók, Hongaars componist en etnomusicoloog (overleden 1945)
- 28 - Martin Sheridan, Amerikaans atleet (overleden 1918)

### april
- 3 - Alcide De Gasperi, Italiaans staatsman (overleden 1954)
- 8 - Jaap Drukker, Nederlands koopman en biljarter (overleden 1944)
- 20 - Nikolaj Mjaskovski, Russisch componist (overleden 1950)

### mei
- 1 - Pierre Teilhard de Chardin, Frans jezuïet, paleontoloog, theoloog en filosoof (overleden 1955)
- 4 - Aleksandr Kerenski, Russisch politicus (overleden 1970)
- 7 - Walter Rogowski, Duits natuurkundige en elektrotechnicus (overleden 1947)
- 11 - Jan van Gilse, Nederlands componist (overleden 1944)
- 18 - Léon Dupont, Belgisch atleet (overleden 1956)
- 19 - Mustafa Kemal Atatürk, Turks grondlegger en eerste president van het moderne Turkije (overleden 1938)
- 22 - Mozes Salomon Vaz Dias, Nederlands journalist en oprichter van een persbureau (overleden 1963)
- 26 - Adolfo de la Huerta, Mexicaans politicus (overleden 1955)
- 28 - Augustin Bea, Duits curiekardinaal (overleden 1968)
- 30 - Georg von Küchler, Duits veldmaarschalk (overleden 1968)

### juni
- 4 - Natalja Gontsjarova, Russisch kunstschilder (overleden 1962)
- 5 - Joop Wagener, Nederlands hockeyer en sportbestuurder (overleden 1945)

### juli
- 1 - Piet Kramer, Nederlands architect (overleden 1961)
- 5 - August Hlond, Pools geestelijke (overleden 1948)
- 5 - Thomas Parnell, Brits-Australisch natuurkundige (overleden 1948)
- 7 - Otto Cornelis Adriaan van Lidth de Jeude, Nederlands waterbouwkundige en politicus (overleden 1952)
- 8 - Kurt Melcher, Duitse jurist, politiebeambte en hoofdcommissaris (overleden 1970)
- 9 - Richard Hageman, Nederlands-Amerikaans componist en muzikant (overleden 1966)
- 21 - Ludwig Drescher, Deens voetballer (overleden 1917)
- 26 - Alexander Kropholler, Nederlands architect (overleden 1973)
- 27 - Hans Fischer, Duits organisch scheikundige en Nobelprijswinnaar (overleden 1945)
- 28 - Léon Spilliaert, Belgisch kunstschilder (overleden 1946)
- 29 - Gus McNaughton, Engels acteur (overleden 1969)
- 30 - Henricus Thijsen, Nederlands turner (overleden 1946)

### augustus
- 2 - Gustave Van de Woestijne, Belgisch kunstschilder (overleden 1947)
- 6 - Alexander Fleming, Brits bacterioloog en Nobelprijswinnaar (overleden 1955)
- 8 - Ewald von Kleist, Duits veldmaarschalk (overleden 1954)
- 12 - Cecil B. DeMille, Amerikaans filmregisseur en -producent (overleden 1959)
- 20 - Rosa Manus, Nederlands voorvechtster voor vrouwenkiesrecht (overleden 1943)
- 27 - Sigurd Islandsmoen, Noors componist (overleden 1964)
- 28 - Arne Eggen, Noors componist/organist (overleden 1955)

### september
- 2 - Cornelia Johanna Jacoba Cohen Stuart, Nederlands-Indisch arts (overleden 1964)
- 3 - Franz Koenigs, Nederlands bankier en kunstverzamelaar (overleden 1941)
- 11- Asta Nielsen, Deens actrice (overleden 1972)
- 12 - Hendrik Enno Boeke, Nederlands mineraloog en petrograaf (overleden 1918)
- 15 - Ettore Bugatti, Italiaans autoconstructeur (overleden 1947)
- 16 - Clive Bell, Engels kunstcriticus (overleden 1964)
- 21 - Jack Reynolds, Engels voetbaltrainer (overleden 1962)

### oktober
- 4 - Walther von Brauchitsch, Duits veldmaarschalk (overleden 1948)
- 12 - Carl Friedrich Roewer, Duits arachnoloog (overleden 1963)
- 13 - Albert Michotte van den Berck, Belgisch psycholoog (overleden 1965)
- 15 - P.G. Wodehouse, Brits-Amerikaans humoristisch schrijver (overleden 1975)
- 25 - Pablo Picasso, Spaans kunstenaar (overleden 1973)
- 28 - Bruno Söderström, Zweeds atleet (overleden 1969)

### november
- 10 - Toni Ebel, Duitse transvrouw en kunstenaar (1881-1961)
- 25 - Giuseppe Angelo Roncalli, Italiaans R.K. bisschop, de latere paus Johannes XXIII (overleden 1963)
- 28 - Stefan Zweig, Oostenrijks schrijver (overleden 1942)

### december
- 25 - John Dill, Brits maarschalk (overleden 1944)
- 26 - Henricus Huijbers, Nederlands historicus (overleden 1929)
- 28 - Ma Braun, Nederlands zwemtrainster (overleden 1956)
- 31 - Jacob Israël de Haan, Nederlands schrijver en dichter (overleden 1924)

### datum onbekend
- Valerian Albanov, Russisch navigator (overleden 1919)
- Gabrielle Deman, Belgisch fotografe en ontdekkingsreizigster (overleden 1962)
- Oscar Scheibel (ook: Oskar Scheibel), Duits entomoloog en ingenieur (overleden 1953)
- Denys G. Wells, Brits kunstschilder (overleden 1973)

## Overleden
januari

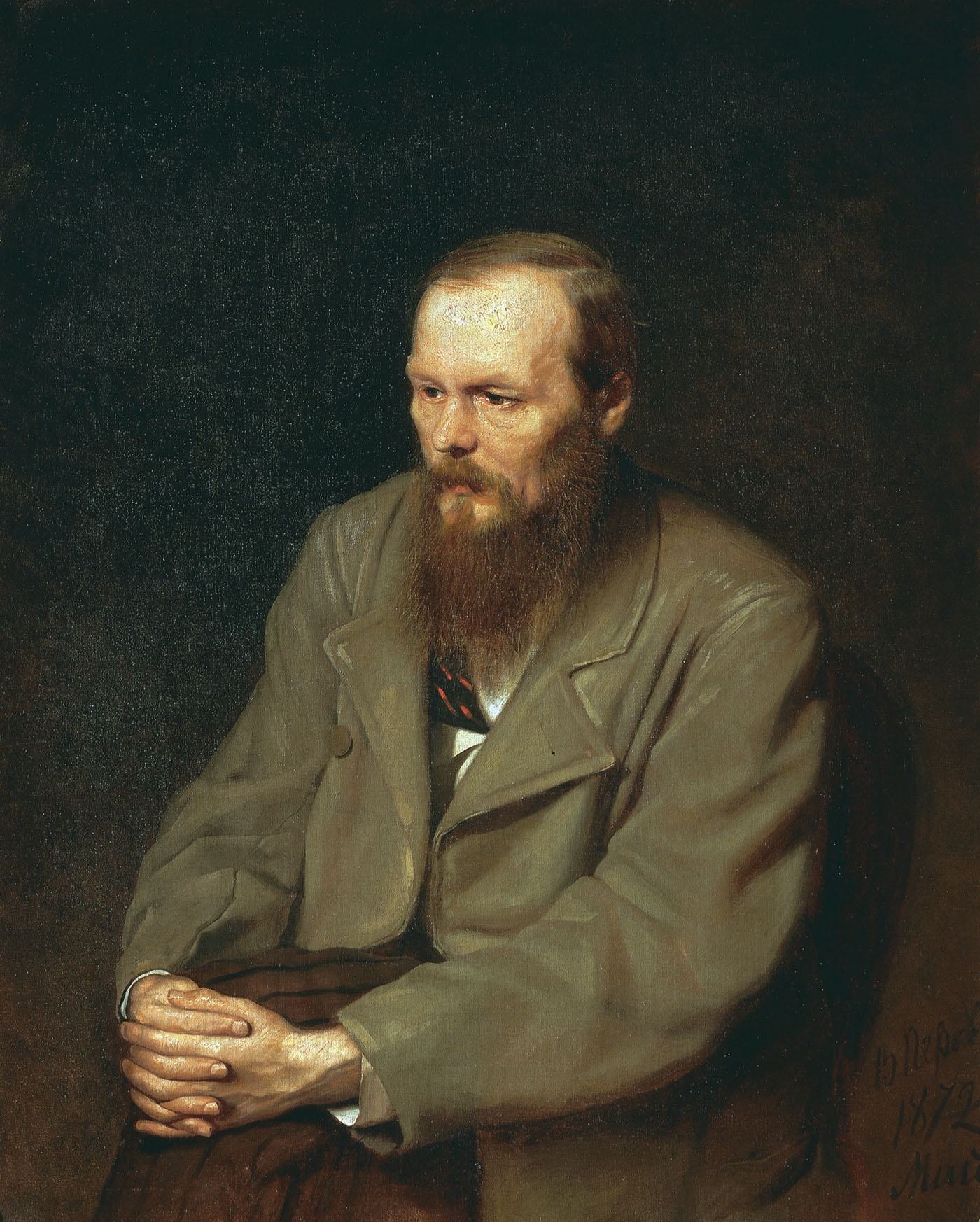
Dostojevski

- 18 - Auguste Mariette (59), Frans egyptoloog
- 24 - James Collinson (55), Engels kunstschilder

februari
- 9 - Fjodor Dostojevski (59), Russisch schrijver en publicist

maart
- 13 - Alexander II van Rusland (62), tsaar van Rusland
- 28 - Modest Moessorgski (42), Russisch componist

april
- 2 - Johannes Tavenraat (72), Nederlands kunstschilder

mei
- 14 - Maria Mazzarello (44), heilige van de Rooms-katholieke kerk

juni
- 6 - Henri Vieuxtemps (61), Belgisch violist en componist

juli
- 14 - Billy the Kid (21), Amerikaans crimineel

augustus
- 11 - Willem Jan Schuttevaer (83), oprichter van de Koninklijke Schippersvereniging Schuttevaer

september
- 18 - David Alter (73), Amerikaans arts, natuurkundige en uitvinder
- 19 - James Garfield (49), 20ste president van de Verenigde Staten

november
- 1 - Jacques Perk (22), Nederlands dichter

december
- 9 - Thomas François Burgers (47), Zuid-Afrikaans president

## Weerextremen in België
- 15 januari: laagste etmaalgemiddelde temperatuur ooit op deze dag: −13,5 °C en laagste minimumtemperatuur: −17 °C.
- 25 januari: laagste etmaalgemiddelde temperatuur ooit op deze dag: −15,5 °C en laagste minimumtemperatuur: −20,7 °C. Dit is de laagste minimumtemperatuur ooit in Ukkel waargenomen.
- 10 februari: hoogste etmaalsom van de neerslag ooit op deze dag: 18.6 mm.
- 24 maart: hoogste etmaalsom van de neerslag ooit op deze dag: 18.7 mm.
- 14 april: hoogste etmaalsom van de neerslag ooit op deze dag: 13,4 mm.
- 15 april: hoogste etmaalsom van de neerslag ooit op deze dag: 18 mm.
- 21 april: laagste etmaalgemiddelde temperatuur ooit op deze dag: 2,4 °C.
- 9 juni: laagste etmaalgemiddelde temperatuur ooit op deze dag: 8,3 °C en laagste minimumtemperatuur: 5,1 °C.
- 10 juni: laagste etmaalgemiddelde temperatuur ooit op deze dag: 7,3 °C en laagste minimumtemperatuur: 4 °C.
- 26 juli: hoogste etmaalsom van de neerslag ooit op deze dag: 29,5 mm.
- 22 september: hoogste etmaalsom van de neerslag ooit op deze dag: 40,2 mm.
- september: september met hoogste relatieve vochtigheid: 93 % (normaal 82,3 %).
- 2 oktober: laagste minimumtemperatuur ooit op deze dag: 2,2 °C.
- 5 oktober: laagste etmaalgemiddelde temperatuur ooit op deze dag: 2,9 °C en laagste minimumtemperatuur: −1,5 °C.
- 19 oktober: laagste etmaalgemiddelde temperatuur ooit op deze dag: 3,3 °C en laagste minimumtemperatuur: −1,2 °C.
- 31 oktober: laagste etmaalgemiddelde temperatuur ooit op deze dag: 0,1 °C.
- oktober: koudste oktober ooit met een gemiddelde temperatuur van 5,8 °C (normaal: 10,5 °C).

Bron: KMI Gegevens Ukkel 1901-2003  met aanvullingen 